# Point Davis
Point Davis ist eine Landspitze von Laurie Island im Archipel der Südlichen Orkneyinseln. Sie liegt 1,9 km westnordwestlich des Point Rae am Nordufer der Scotia Bay.
Teilnehmer der Scottish National Antarctic Expedition (1902–1904) unter der Leitung des Polarforschers William Speirs Bruce kartierten sie im Jahr 1903. Bruce benannte die Landspitze nach dem US-amerikanischen Meteorologen Walter Gould Davis (1851–1919), damaliger Direktor des argentinischen Wetteramts.